# Henning Reventlow (gehejmeråd)
 Der er flere personer med dette navn, se Henning Reventlow.
Henning Reventlow (født 14. juni 1640 i Glückstadt, død 30. januar 1705) var en dansk gehejmeråd, bror til Conrad og Ditlev Reventlow og far til Ditlev Reventlow.
Han var søn af kansler Ditlev Reventlow. Han studerede 1662 ved universitetet i Orléans, blev 1664 kammerherre hos kongen, hvorefter han udnævntes til amtmand i Sønderborg, på hvilket embede han 1670 og 1672 fik bestallingen fornyet. 1669 blev han ligesom broderen Conrad hofråd i Tyske Kancelli, udnævntes 1672 til vicegeneralkrigskommissær i Hertugdømmerne og 1675 til amtmand i Svavsted. 1677 blev han landråd og beklædte i årene 1679-90 posten som amtmand i Flensborg. 1684, da han blev Hvid Ridder, var han gehejmeråd. Han arvede godset Himmelmark ved Egernførde efter faderen, men afstod det 1692. Glasau og Altenhof, der meget længe var i hans families eje, erhvervede han henholdsvis 1689 og 1692. Reventlow døde 30. januar 1705. Han ægtede 24. december 1665 Margrethe Rumohr (7. november 1637 - 11. marts 1705), datter af Henrik Rumohr til Røst og Ida Brockdorff.